# Meyrin
Meyrin este o municipalitate din cantonul Cantonul Geneva, Elveția. Este localitatea urbană cea mai apropiată de laboratorul de fizica particulelor CERN.
Meyrin fusese înainte de anii 1960 un sat a cărui economie era bazată pe agricultură. După începerea construcției clădirilor laboratoarelor CERN, a devenit rapid un oraș unde locuiesc majoritatea angajaților acetora.
Parte a Aeroportului Internațional Geneva se găsește pe teritoriul localității. 

## Istoric
Prima menționară documentară a localității Meyrin datează din 1153 ca Mairin.

## Geografie

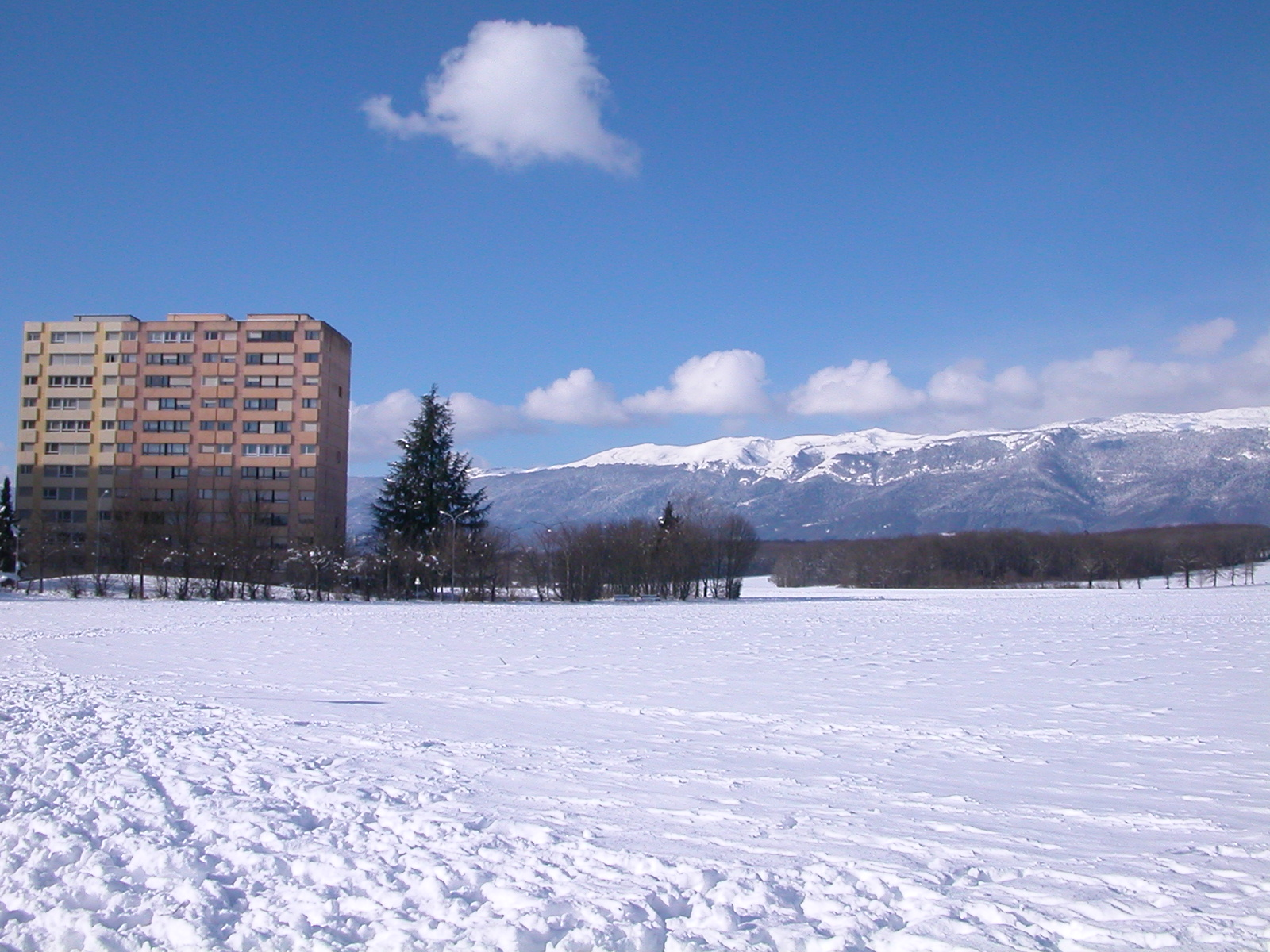
Snow around an apartment complex on the outskirts of Meyrin

## Demografie

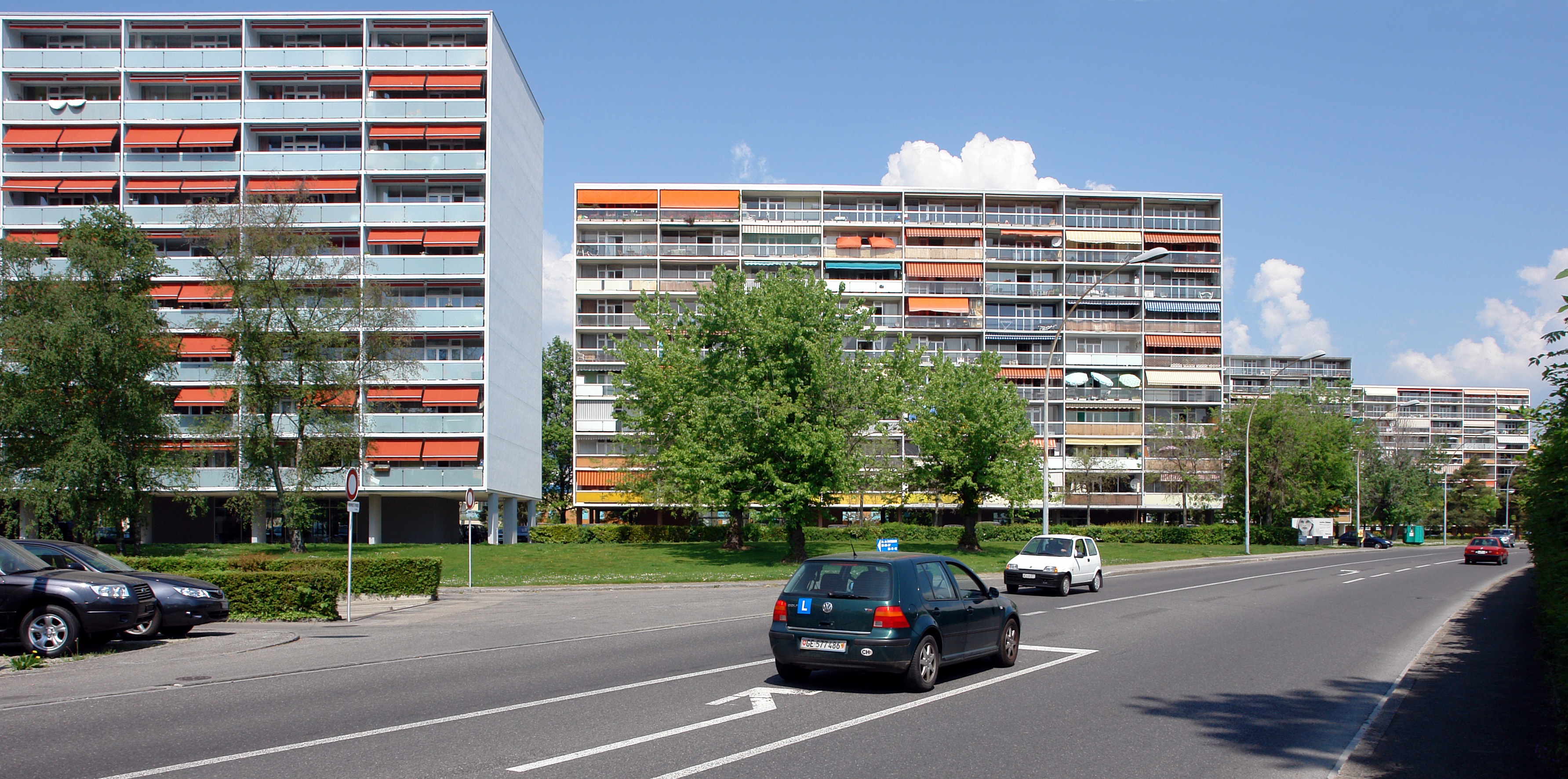
Apartment blocks in Meyrin

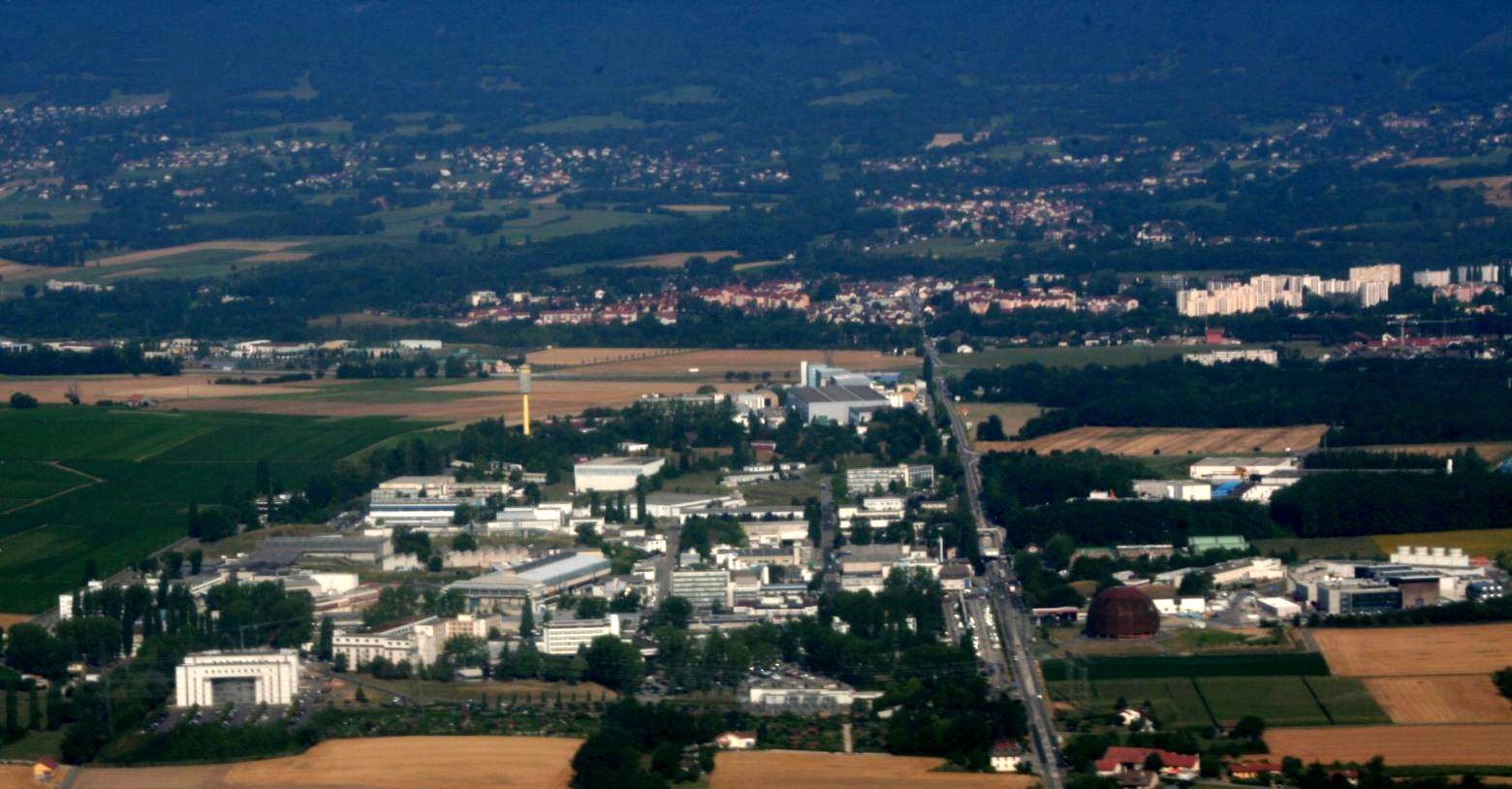
Aerial view of CERN near Meyrin

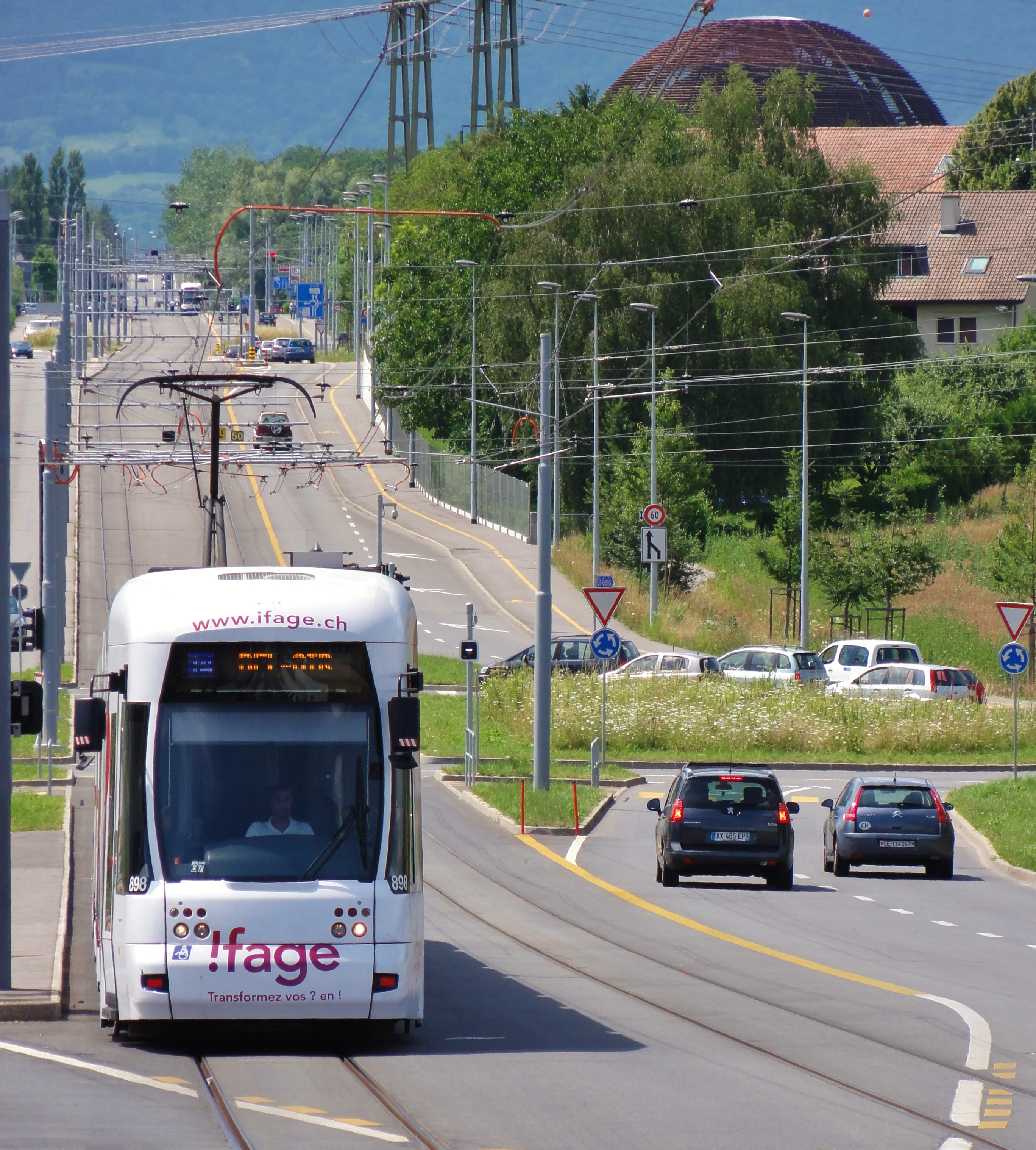
TCMC (Tramway Cornavin - Meyrin - CERN) at the stop of TPG n° 14 ligne - Hôpital de La Tour

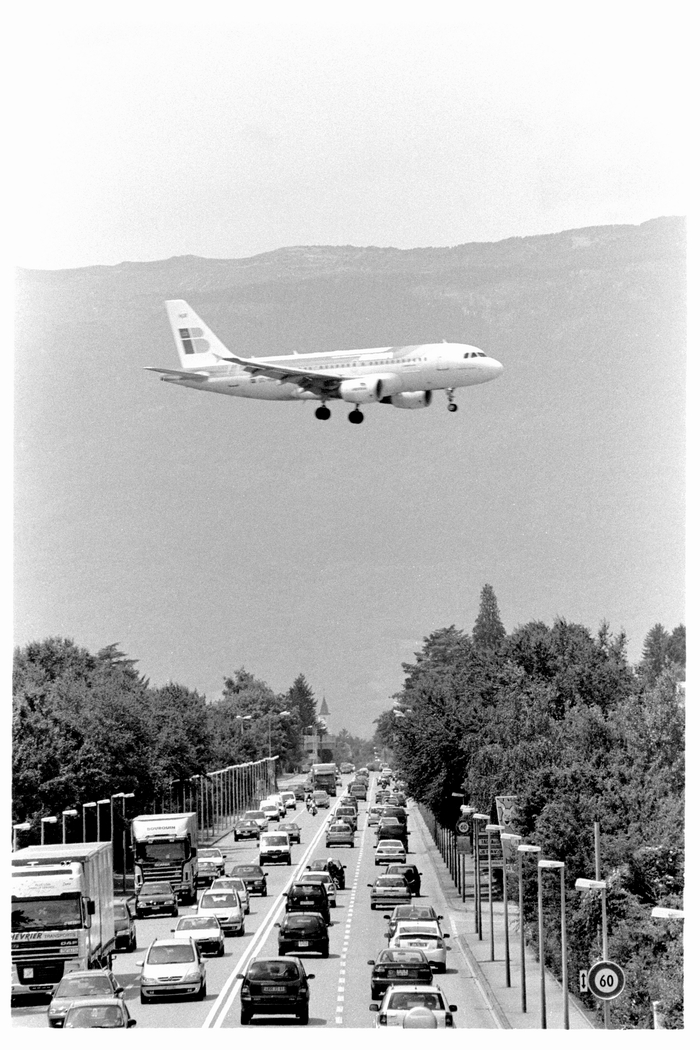
Airplane flying over Route de Meyrin

Creșterea demografică a localității în timp este ilustrată în graficul de mai jos. 

## Economie

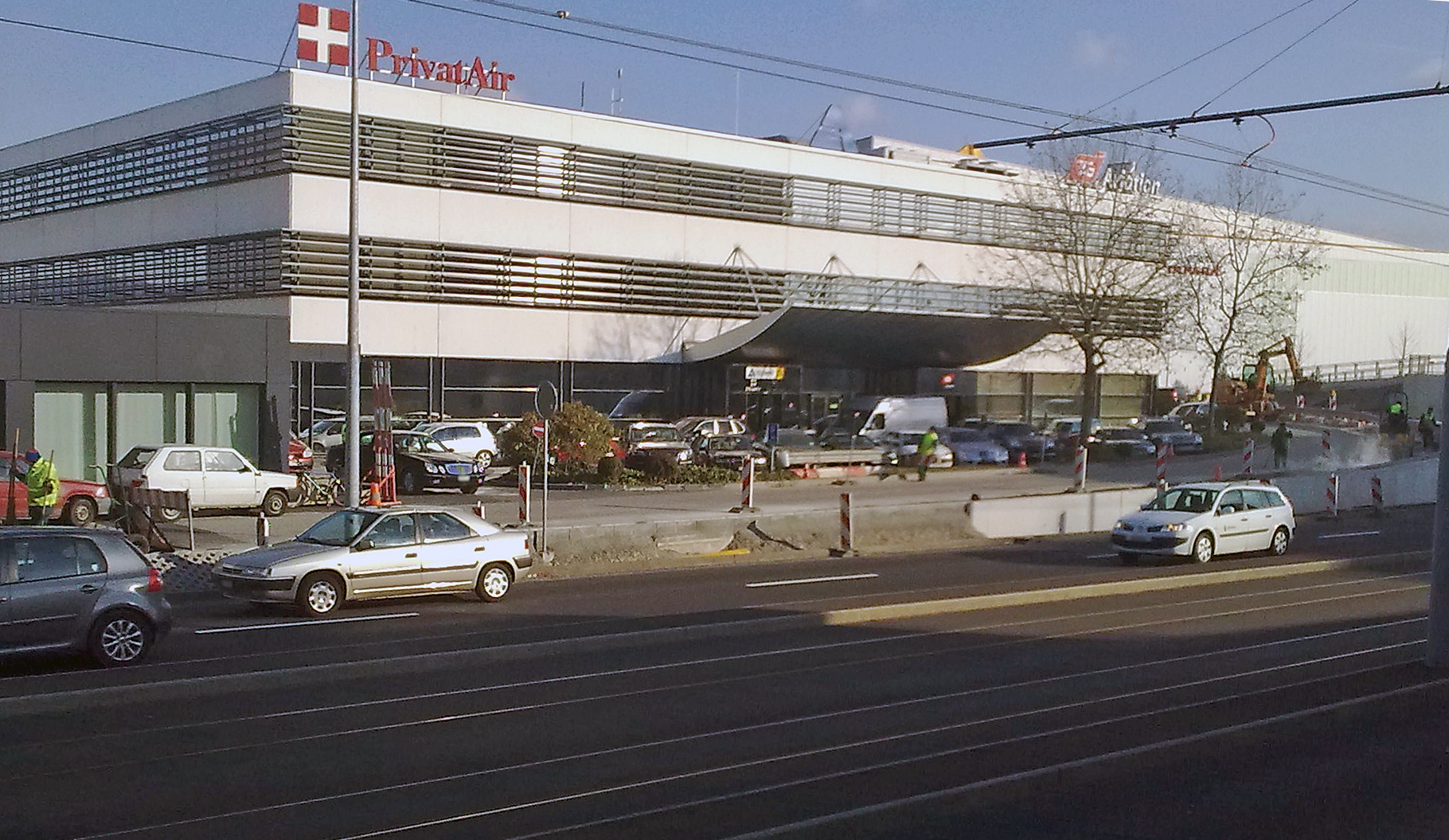
Head office of PrivatAir

## Religie

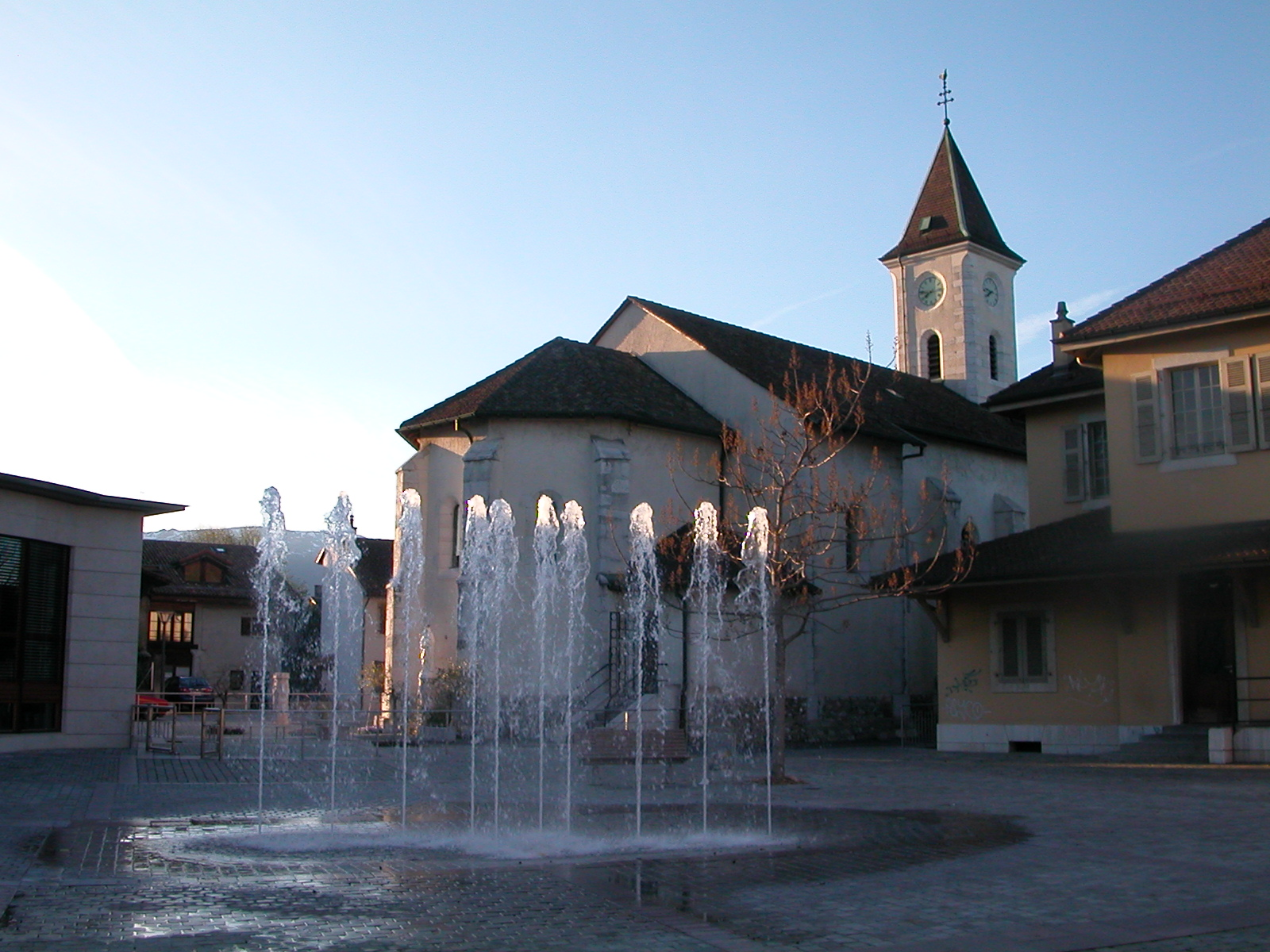
Meyrin village church

## Oameni notabili
- Elvețianul Séverine Pont-Combe, cunoscut om de munte, s-a născut în Meyrin.[6]
- Alteța Sa Regală Nicolae, Principe al României s-a născut la 1 aprilie 1985 în Meyrin
- Alexander, Arhiduce de Austria s-a născut în 1990 în Meyrin.